# خستگی
خستگی نوعی احساس نداشتن نیرو است که باید از ضعف عضلانی  تفکیک شود. خستگی برخلاف ضعف عضلانی معمولاً با استراحت رفع می‌شود. خستگی می‌تواند خستگی جسمی ناشی از نبودن توان عضلانی یا خستگی ذهنی ناشی از فعالیت فکری طولانی باشد. خستگی واژه‌ای عام‌تر از خواب‌آلودگی است. علل خستگی می‌تواند بیماری‌ها (بیماری‌های خودایمنی، سرطان، کم‌خونی)، استرس، افسردگی، فیبرومیالژیا، سندرم خستگی مزمن، ایدز، بیماری کبدی، بیماری قلبی، بیماری لایم، پرواززدگی، بی‌خوابی و موارد دیگر باشند.

## نگارخانه

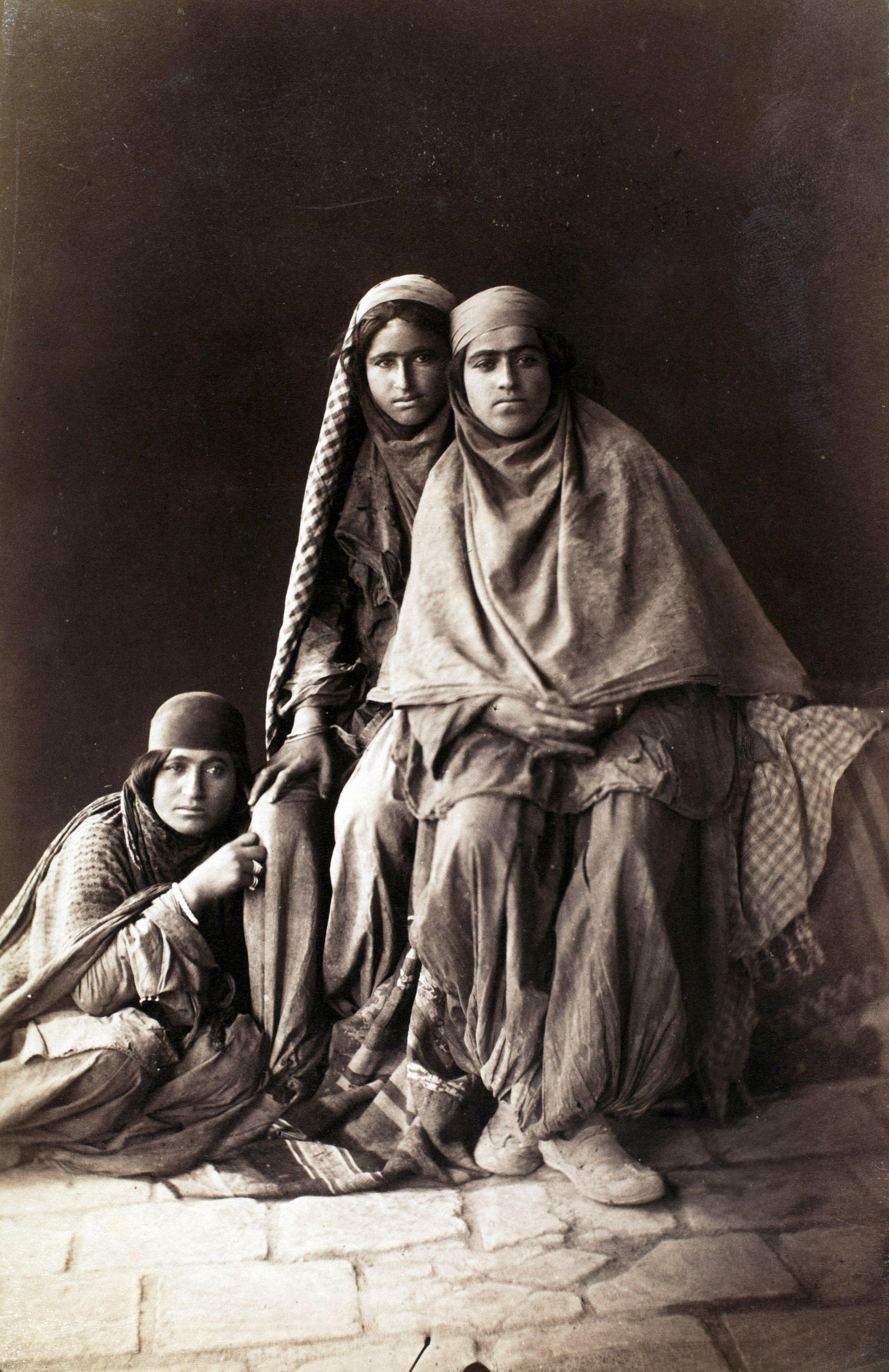
سه زن خسته ایرانی عکسی از آنتوان سوروگین اواخر سده نوزده میلادی، اواخر دوره قاجار.
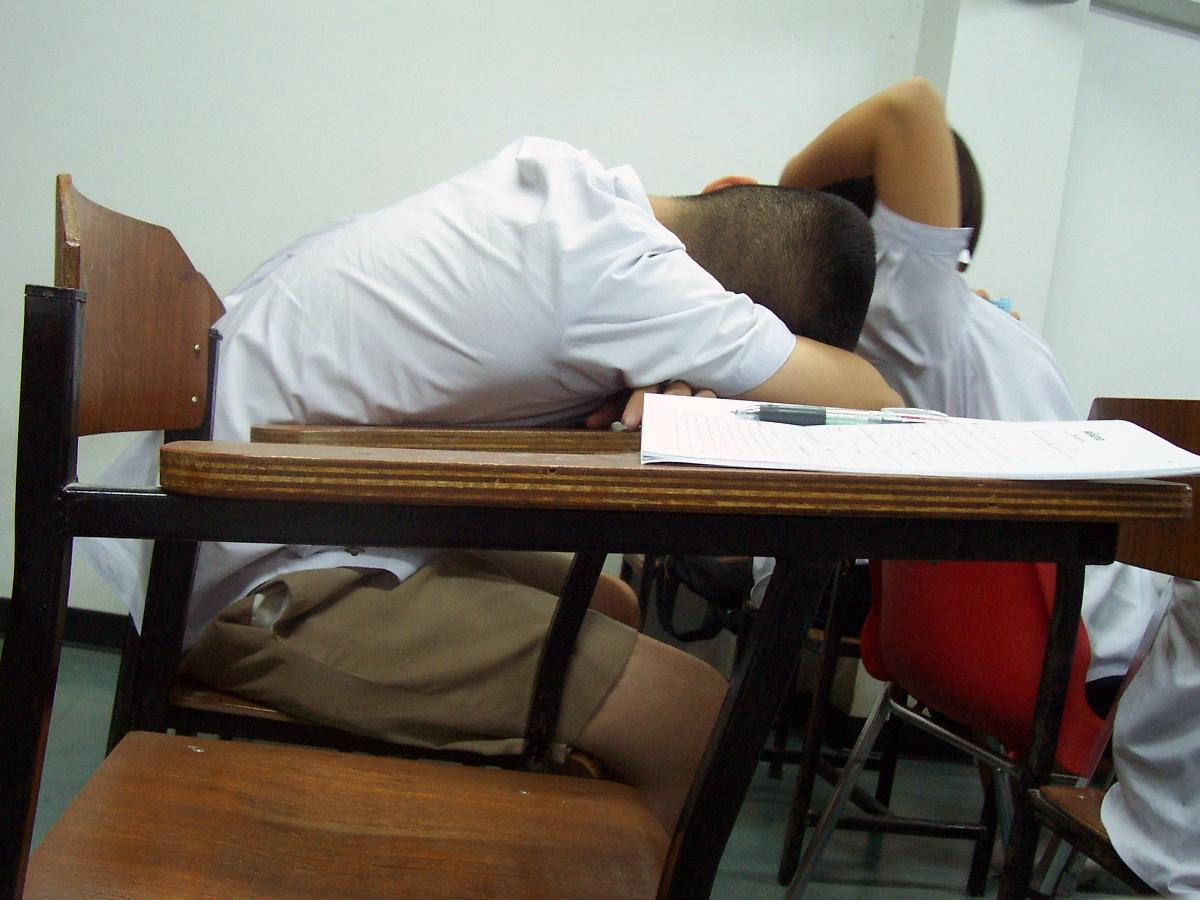
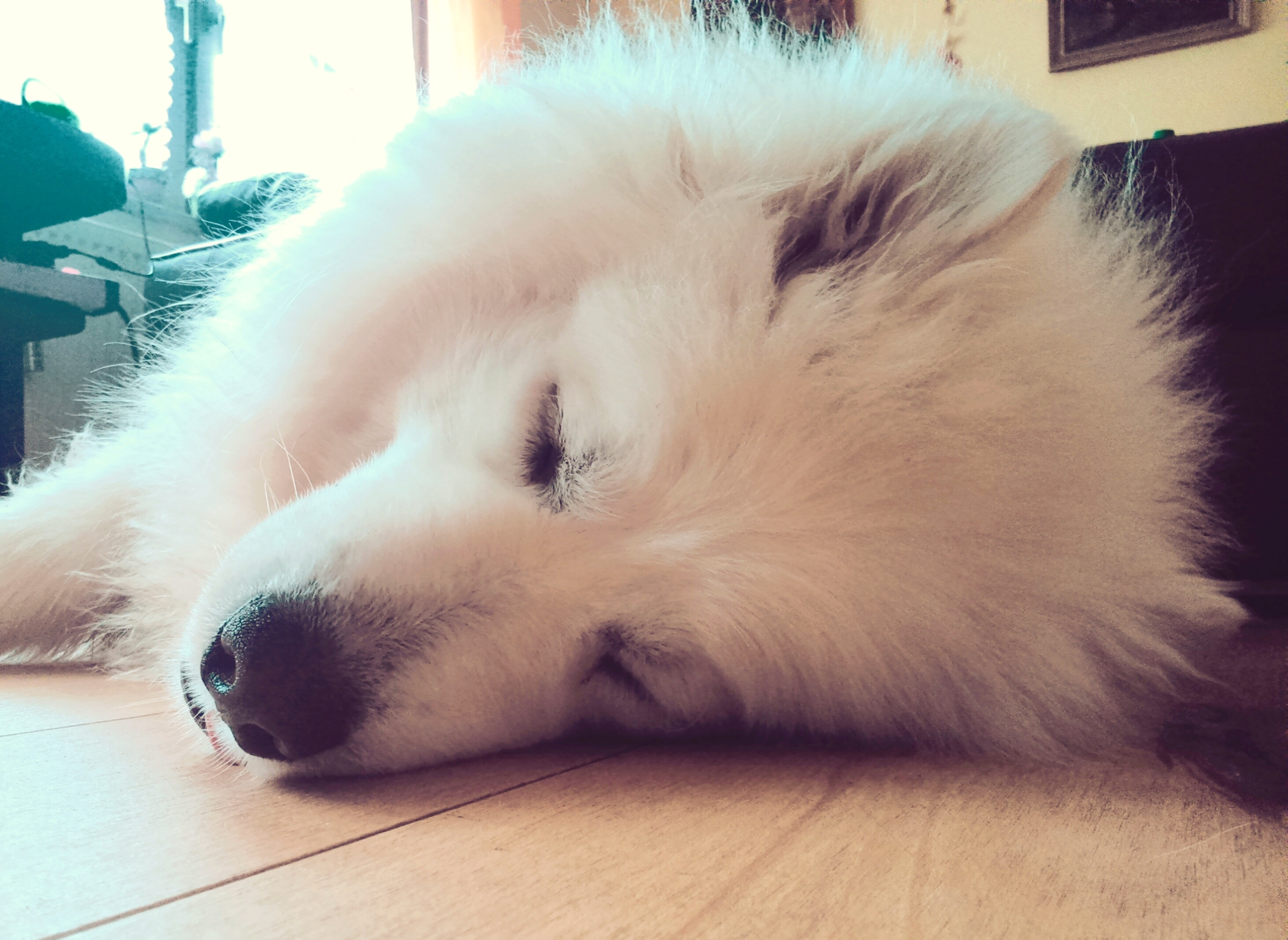
خستگی حیوانات
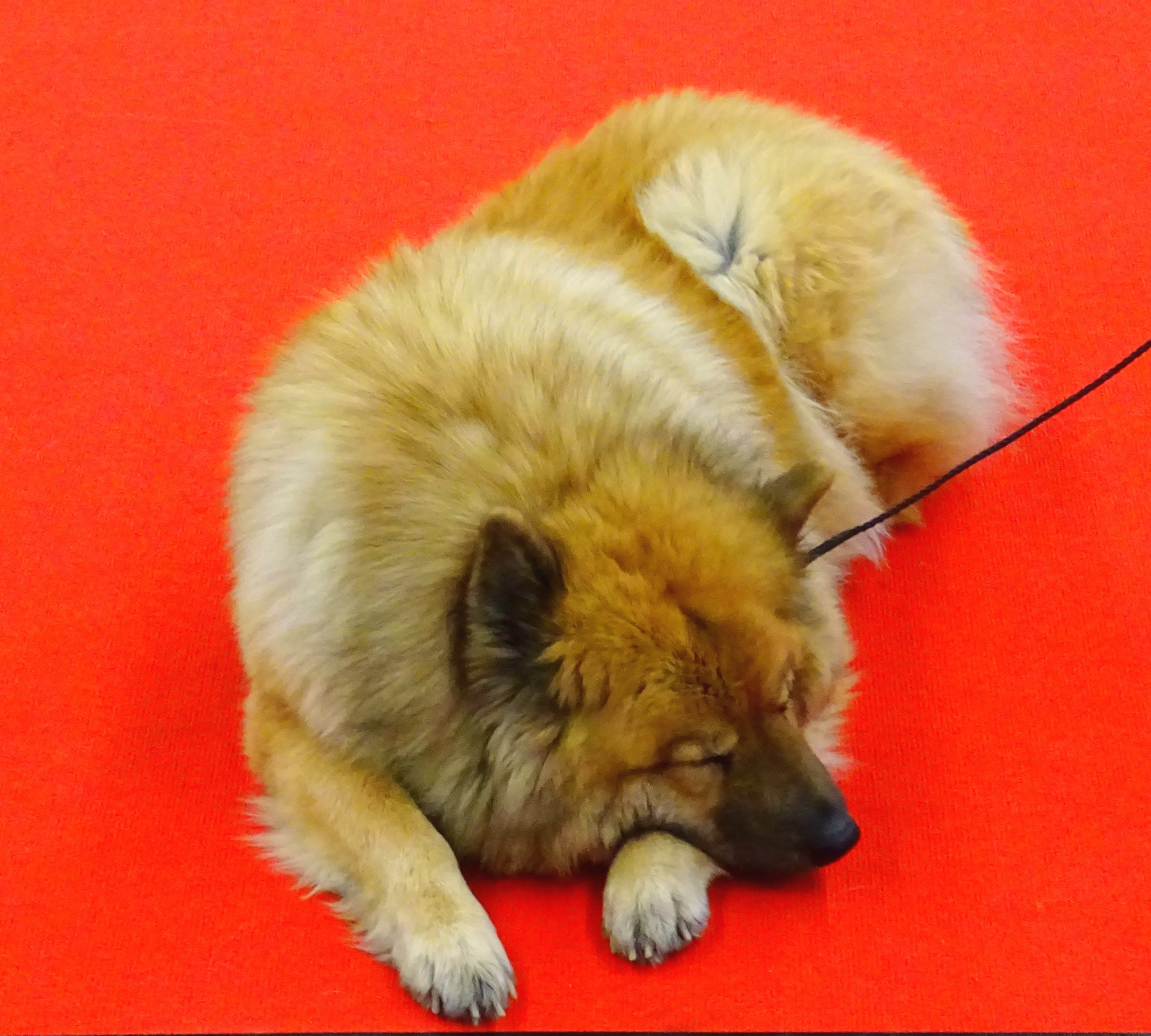